# Счастье (фильм Медведкина)
«Счастье» — советская немая кинокомедия Александра Медведкина 1934 года. Один из последних немых фильмов, вышедших в советский прокат (1935). Подзаголовок: «Сказка о горемычном стяжателе Хмыре, его жене Анне, о сытом соседе Фоке, а также о попе, о монашках и других чучелах».

## Сюжет
В гротескной, лубочной манере, с многочисленными отсылками к русским сказкам Медведкин рассказывает о злоключениях нищего крестьянина, прозванного Хмырём, до революции и во время коллективизации. Отличительные черты медведкинской режиссёрской манеры — экспрессия, эксцентрика, гротеск. Наиболее яркими красками нарисована гиперболизированная картина крестьянского бесправия в царское время. 

## Судьба ленты
Фильм Медведкина, изначально озаглавленный «Стяжатели», в довоенное время не был оценен по достоинству (несмотря на сочувственные отзывы С. Эйзенштейна и В. Пудовкина). Он был переоткрыт в начале 1960-х киноведом Виктором Деминым. Французские левые того времени подняли «Счастье» на щит как образец подлинно народного фильма, рассчитанного на самый широкий круг зрителей.
Считается утраченной вторая в советском кинематографе цветная сцена (первая — фильм «Великий утешитель»), изображающая радужные мечты Хмыря о царской жизни: «яркий праздничный цвет вдруг заливает экран, разгоняя привычную серость… целый эпизод фильма был снят в цвете, снят броско, декоративно, в полном соответствии со стилистикой раскрашенного лубка…»